# Javier Eraso
 (janvier 2025).
Javier Eraso Goñi, né le 25 avril 1990 à Pampelune en Espagne, est un footballeur espagnol évoluant au poste de milieu de terrain au CD Leganés.

## Biographie
Formé à l'Athletic Bilbao, Eraso débute au CD Baskonia. Il rejoint ensuite l'équipe réserve de Bilbao, l'Athletic B. En 2013, Eraso signe en faveur du CD Leganés.
En 2015, Eraso s'engage en faveur de Bilbao, son club formateur. Le 30 juillet 2015, il joue son premier match pour Bilbao et inscrit un doublé contre le FK Bakou en Ligue Europa. Le 17 août, Eraso remporte la Supercoupe d'Espagne face au FC Barcelone. En février 2016, Eraso inscrit son premier but en Liga contre le Real Madrid à la suite d'une erreur de Raphaël Varane mais Bilbao s'incline finalement 4-2,.
La saison 2016-2017 est compliquée pour Eraso qui doit faire face à une concurrence au milieu de terrain accrue. À la trêve hivernale, l'Athletic laisse entendre au joueur qu'il peut partir du club. Eraso ne prend part qu'à treize rencontres pour une passe décisive.
Le 24 juillet 2017, Eraso rejoint pour trois ans son ancien club du CD Leganés qui a réussi à se maintenir en Liga après leur promotion en 2016,.

## Statistiques
| Saison                | Club                  | Championnat           | Championnat | Championnat | Championnat | Coupe(s) nationale(s) | Coupe(s) nationale(s) | Coupe(s) nationale(s) | Supercoupe | Supercoupe | Supercoupe | Compétition(s) continentale(s) | Compétition(s) continentale(s) | Compétition(s) continentale(s) | Compétition(s) continentale(s) | Total | Total | Total |
| Saison                | Club                  | Division              | M.          | B.          | P.d.        | M.                    | B.                    | P.d.                  | M.         | B.         | P.d.       | Comp.                          | M.                             | B.                             | P.d.                           | M.    | B.    | P.d.  |
| 2013-2014             | CD Leganés            | D3                    | 42          | 8           | 2           | 3                     | 0                     | 0                     | -          | -          | -          | -                              | -                              | -                              | -                              | 45    | 8     | 2     |
| 2014-2015             | CD Leganés            | D2                    | 39          | 8           | 1           | 1                     | 0                     | 1                     | -          | -          | -          | -                              | -                              | -                              | -                              | 40    | 8     | 2     |
| Sous-total            | Sous-total            | Sous-total            | 81          | 16          | 3           | 4                     | 0                     | 1                     | -          | -          | -          | -                              | -                              | -                              | -                              | 85    | 16    | 4     |
| 2015-2016             | Athletic Bilbao       | Liga                  | 16          | 2           | 1           | 5                     | 1                     | 1                     | 2          | 0          | 1          | C3                             | 9                              | 2                              | 0                              | 32    | 5     | 3     |
| 2016-2017             | Athletic Bilbao       | Liga                  | 7           | 0           | 1           | 4                     | 0                     | 0                     | -          | -          | -          | C3                             | 2                              | 0                              | 0                              | 13    | 0     | 1     |
| Sous-total            | Sous-total            | Sous-total            | 23          | 2           | 2           | 9                     | 1                     | 1                     | 2          | 0          | 1          | -                              | 11                             | 2                              | 0                              | 45    | 5     | 4     |
| 2017-2018             | CD Leganés            | Liga                  | 34          | 4           | 3           | 8                     | 1                     | 2                     | -          | -          | -          | -                              | -                              | -                              | -                              | 42    | 5     | 5     |
| 2018-2019             | CD Leganés            | Liga                  | 3           | 0           | 0           | 0                     | 0                     | 0                     | -          | -          | -          | -                              | -                              | -                              | -                              | 3     | 0     | 0     |
| Sous-total            | Sous-total            | Sous-total            | 37          | 4           | 3           | 8                     | 1                     | 2                     | -          | -          | -          | -                              | -                              | -                              | -                              | 45    | 5     | 5     |
| Total sur la carrière | Total sur la carrière | Total sur la carrière | 141         | 22          | 8           | 21                    | 2                     | 4                     | 2          | 0          | 1          | -                              | 11                             | 2                              | 0                              | 175   | 26    | 13    |

## Palmarès
Eraso remporte la Supercoupe d'Espagne en 2015 avec l'Athletic Bilbao contre le FC Barcelone.